# Besleria tuberculata
Besleria tuberculata är en tvåhjärtbladig växtart som beskrevs av Conrad Vernon Morton. Besleria tuberculata ingår i släktet Besleria och familjen Gesneriaceae. Inga underarter finns listade i Catalogue of Life.